# 草川祐馬
草川 祐馬（くさかわ ゆうま、1959年8月13日 - ）は、日本の俳優、歌手。本名：小宮 一彦。大阪府大阪市此花区出身。MC企画に所属。

## 来歴・人物
堀越高等学校卒業。
1973年、よみうりテレビの視聴者参加番組『プリン・キャッシーのテレビ!テレビ!!』内の人気コーナー・「パクパクコンテスト」（通称・パクコン）で、西城秀樹の物真似をして優勝。
これをきっかけとして、芸能界にスカウトされ、1975年にポリドールからシングル「若者時代」で歌手デビュー。以降1978年までにシングルを8枚、アルバムを2枚リリースし、ワイルドな雰囲気が漂うアイドルとして高い人気を誇ると共に、同年開催された新宿音楽祭では銅賞に輝いた。
テレビドラマ『青春ド真中』、『ゆうひが丘の総理大臣』にレギュラー出演するなど、俳優としても人気を獲得しつつあったが、『ゆうひが丘〜』出演中の1978年に結核を患い、長期の休業を余儀なくされる。
1981年の復帰後は、俳優としての活動が中心となり、テレビ・舞台などで精力的な活動をしている。
主な出演作としては『なにわの源蔵事件帳』、『都の風』、『フェイス』、『新・科捜研の女』などがある。

## 出演

### テレビドラマ
- 白い荒野（1977-78年、TBS）
- 青春ド真中（1978年、日本テレビ、レギュラー）
- ゆうひが丘の総理大臣（1978年、日本テレビ、レギュラー）
- やあ!カモメ（1978年、TBS）
- ゆるしません!（1980年、関西テレビ）
- 暴れん坊将軍シリーズ（ANB / 東映）
  - 吉宗評判記 暴れん坊将軍 161話「笑って散った流転の花」（1981年）-池田市之進
  - 暴れん坊将軍II
    - 第82話「やわら武士道日本晴れ!」（1984年） - 西舘万次郎
    - 第167話「稲妻に裂かれた二人旅!」（1986年） - 佐太郎

  - 暴れん坊将軍III 第22話「二人の新之助」（1988年） - 内藤新之助
  - 暴れん坊将軍VI 第43話「八丁堀情話 悪名の女!」（1995年） - 菊之丞
  - 暴れん坊将軍VII 第8話「初手柄! おぶんの大奥退治」（1996年） - 伊勢屋小三郎
  - 暴れん坊将軍VIII 第15話「買われたお姫様の秘密」（1998年） - 大友摂津守
  - 暴れん坊将軍IX 第33話「辻斬り必殺剣の秘密!?幻の御前試合」（1999年） - 山形丈之介
- なにわの源蔵事件帳（1981年、NHK、レギュラー）
- 源九郎旅日記 葵の暴れん坊 第10話「つっぱり囃子の子守唄」（1982年、テレビ朝日 / 東映） - 尾張中納言慶勝
- 眠狂四郎 円月殺法 第4話「武士道残酷多情剣 -藤沢の巻-」（1982年）
- 火曜サスペンス劇場（日本テレビ）
  - 「密室航路」（1983年、プロジェクト・エー） - 光井賢一
  - 「京都大石殺人街道」（1992年、松竹） - 尚久
  - 「京都九里半殺人街道」（1995年、松竹） - 中村洋平
  - 「女弁護士・高林鮎子(18)西の旅・長崎の殺人」（1996年、東映） - 早川健二
- 土曜ワイド劇場 （テレビ朝日）
  - 「江戸川乱歩の美女シリーズ(20) 天使と悪魔の美女」（1983年） - 佐川
  - 「弁護士・今田一平 東京－清里ペンション村連続殺人」（1987年）
  - 「花吹雪女スリ三姉妹(2) みちのく絵図の秘密」（1995年）
  - 「西村京太郎トラベルミステリー(30) 寝台特急「北斗星」殺人事件」（1996年） - 君原洋介
  - 「車椅子の弁護士・水島威(6) 裏窓からのぞかれた殺人事件」（1999年）
  - 「さすらいの女弁護士 山岸晶」（2010年） - 菅原秀俊（弁護士）
- ザ・サスペンス「松本清張の突風」（1983年、TBS / 大映テレビ）
- 西部警察 PART-III 第61話「幻のチェッカーフラッグ」（1984年、テレビ朝日 / 石原プロ） - 竹田かずと
- 金曜ファミリーワイド / 松本清張の地の骨（1984年、フジテレビ / 大映テレビ）
- 気分は名探偵（1984年） - 北小路夏彦
- 遠山の金さん （ANB/東映）※高橋英樹版　
  - 第1シリーズ
    - 第34話「愛か恨みか慕情の女!」（1982年）- 津山新八郎
    - 第112話「呪いの妖術・メトロノームに泣く女!」（1984年）- 佐吉
- 長七郎江戸日記 （日本テレビ / ユニオン映画）
  - 第1シリーズ
    - 第13話「風流乙女慕情」（1984年）- 有田慎之介
    - 第71話「十手にかけた青春」（1985年）- 春野

  - 第2シリーズ 第8話「人斬り数え唄」（1988年）- 朝吉
- 必殺シリーズ（ABC / 松竹）
  - 新必殺仕舞人 第2話「大黒舞は殺しの舞」（1982年） - 辰次
  - 必殺仕事人V 第1話「主水、脅迫される」（1985年） - 井出文之進
  - 必殺仕事人V・激闘編 第15話「主水、卵ひな人形をこわす」（1986年） - 栄吉
  - 必殺仕事人V・旋風編 第6話「主水バースになる」（1987年） - 留吉
- 連続テレビ小説（NHK）
  - 「都の風」（1986年）準レギュラー
  - 「京、ふたり」（1990年）
  - 「あすか」（1999年） - 中西
  - 「天花」（2004年）
- 西田敏行の泣いてたまるか 第8話「父ちゃんはタクシードライバー」（1986年、TBS / 国際放映、東阪企画）
- 若大将天下ご免! 第27話「恐怖の水中舞踊!」（1987年、テレビ朝日・東映） - 伊佐次
- ザ・ハングマン6 第13話「少女連続殺人はロリコン先生!」（1987年、朝日放送） - 佐伯カズヤ
- 風雲!真田幸村（1989年 テレビ東京）第17話「若き隠密 薩摩の火祭り」 - 利助
- 水戸黄門 （TBS・C.A.L）
  - 第19部 第11話「黄門様の泥棒指南・盛岡」（1989年12月4日） - 清次
  - 第20部 第14話「湯煙り義侠の助太刀・松山」（1991年2月11日） - 伊之助
  - 第23部 第16話「八兵衛夢見た若旦那・宮津」（1994年11月21日） - 彦源宗太郎
  - 第24部
    - 第6話「お髭を染めた黄門さま・大坂」（1995年10月23日） - 清二郎
    - 第31話「お銀の身替り花嫁 -弘前-」（1996年4月29日） - 仙太郎

  - 第26部 第5話「間違えられた黄門様・広島」（1998年） - 青丹屋惣兵衛
  - 第28部 第10話「見てはいけない狐の嫁入り・広島」（2000年） - 伊勢屋彦六
  - 第29部 第15話「非道巡察使に喝ッ! -高山-」（2001年） - 高田郡兵衛
  - 第30部 第4話「殿を殴った指南役 -松島-」（2002年） - 伊達綱村
  - 第34部 第18話「剣友の濡れ衣を晴らせ・会津」（2004年5月23日） - 疋田
  - 第36部 第1話「加賀百万石への旅立ち・水戸・日光」（2006年7月24日） - 夏山彦兵衛
  - 第37部 第4話「頑固一徹職人魂・松本」（2007年4月30日） - 橋本彦兵衛
  - 第38部 第16話「太鼓叩きゃ出るホコリ・諏訪」（2008年5月5日） - 小杉半太夫
  - 第39部 第18話「金では買えぬ母の愛!・岩国」（2009年2月23日） - 中越
  - 第42部 第2話「許すな相撲をけがす奴・諏訪」（2010年10月18日） - 梶原章五郎
- 雪の蛍（1991年、東海テレビ）
- 月曜・女のサスペンス「四国の女」（1991年、テレビ東京 / 宝塚映像）
- 鞍馬天狗 第24話「野望の果てに消えた愛」（1991年、テレビ東京） - 門田弥一郎
- おらんだ左近秘剣帳 第6話「酔いどれ寅の置土産 最後に見せた母の愛」（1991年、テレビ東京） - 中林算道
- 付き馬屋おえん事件帳 第2シリーズ 第2話「雨に消えたおいらん」（1993年、テレビ東京） - 朝吉
- サスペンス・明日の13章「春の乱!新入社員母の会の挑戦」（1993年、関西テレビ） - 玉井隆
- 名奉行 遠山の金さん（ANB / 東映）
  - 第5シリーズ 第19話「大奥に消えた殺人者」（1993年）- 沢村清十郎
  - 第9シリーズ （金さんVS女ねずみ） 第7話「毒殺! 千両富くじの妻」（1998年）- 佐吉
- ニュー・三匹が斬る!（テレビ朝日）第10話「辻斬りが、好きな殿の紋所!」（1994年）
- 殿さま風来坊隠れ旅 第18話「女を捨てた!? 天才女医」（1994年）
- NHK大河ドラマ（NHK）
  - 「八代将軍吉宗」（1995年） - 酒井忠恭
  - 「平清盛」（2012年）
- ゆずれない夜（1996年、関西テレビ）
- フェイス（1997年、関西テレビ、レギュラー）
- 南町奉行事件帖 怒れ!求馬（1997年 TBS・C.A.L）第11話「肥前守暗殺!」 - 桂田清洲
- 車いすの金メダル（1998年、毎日放送、レギュラー）
- 金曜エンタテイメント （フジテレビ）
  - 「京都祇園入り婿刑事事件簿4 人形師殺人事件にまつわる親娘愛憎の悲劇」（1999年） - 黒川良幸
  - 「お局探偵亜木子&みどりの旅情事件帳4 復讐のウェディングドレス」（2001年） - 徳寺寛
- いのちの現場から6（1999年、毎日放送）
- ワルシャワの秋（2000年、関西テレビ）
- ショカツ（2000年、関西テレビ）
- 大江戸を駈ける!（2001年 TBS・C.A.L）第8話「人質は花嫁」(下谷) - 殿様伝次
- 科捜研の女3・4（2001・2002年、テレビ朝日）
- はんなり菊太郎1・2（2002・2004年、NHK）
- はみだし刑事情熱系スペシャル（2003年、テレビ朝日）
- 新・科捜研の女（2004年、テレビ朝日、準レギュラー） - 米倉太助教授
- おみやさん（2005年） - 室田和夫
  - 「シロクマ園長 命の事件簿1」（2007年） - 東郷医師（獣医）
- 部長刑事（朝日放送）
- 名奉行! 大岡越前
  - 第1シリーズ 第5話「直助 権兵衛の一件」(2005年5月16日) - 飯山仙十郎
  - 第2シリーズ 第8話「お白州に現れた幽霊!? 夫を裏切った女の天国と地獄」（2006年7月4日） - 源三 役
- 浪花の華〜緒方洪庵事件帳〜（2009年2月、NHK）
- 京都迷宮案内 SP（2009年） - 竹部徹
- 臨場　第2話（2009年4月、EX / 東映） - 福園刑事
- 時代劇ドラマスペシャル 「樅ノ木は残った」（2010年2月、テレビ朝日）
- 臨場 第6話（2010年5月19日、EX / 東映） - 福園刑事
- 月曜ゴールデン（TBS）
  - 狩矢警部シリーズ(9)（2010年11月15日） - 梶谷刑事
- ドラマスペシャル 「火車」（2011年11月5日、EX / 東映） - マスター
- 遺留捜査（2012年） - 吉田巡査
- 相棒（2017年） - 稲葉康勝

### その他
- タケちゃんの思わず笑ってしまいました Part5「太陽にたえろ!」（1985年、フジテレビ） - 刑事

### 映画
- 恋の空中ブランコ（1976年、主演）
- こちら葛飾区亀有公園前派出所（1977年、中川圭一巡査）
- 「セピア色の風景」（2000年、人権・同和教育映画/共和教育映画社） - 植山要三
- 母のいる場所（2003年）
- レイゴー対大和（2005年）

### Vシネマ
- ミナミの帝王（1996年）
- 首領への道2（1998年）
- 日本暴力地帯IV（2003年）
- 銭道（2004年）

### 舞台
- 白浪草紙弁天小僧
- チータの弁天小僧
- 通天閣高い
- 必殺仕事人

### CM
- キャドバリースナックチョコ
- 森下仁丹 梅仁丹（1977年 - 1978年）※自らのヒット曲「風のうわさ」を歌いながら、CMに出演していた。

## ディスコグラフィ

### シングル
- 全てポリドール・レコードからリリース。
- ＊印＝レコード・マンスリー最高20位

| # | 発売日         | A/B面 | タイトル             | 作詞       | 作曲       | 編曲         | 規格品番 |
| - | -------------- | ----- | -------------------- | ---------- | ---------- | ------------ | -------- |
| 1 | 1975年 6月21日 | A面   | 若者時代 ＊          | 安井かずみ | 馬飼野康二 | 馬飼野康二   | DR-1940  |
| 1 | 1975年 6月21日 | B面   | 明日じゃ遅すぎる     | 安井かずみ | 馬飼野康二 | 馬飼野康二   | DR-1940  |
| 2 | 1975年 9月21日 | A面   | 理由ある旅           | 安井かずみ | 馬飼野康二 | 馬飼野康二   | DR-1970  |
| 2 | 1975年 9月21日 | B面   | ある友情             | 安井かずみ | 馬飼野康二 | 馬飼野康二   | DR-1970  |
| 3 | 1976年 2月21日 | A面   | さよなら恋人         | 安井かずみ | 馬飼野康二 | 馬飼野康二   | DR-3025  |
| 3 | 1976年 2月21日 | B面   | 俺だけの季節         | 安井かずみ | 馬飼野康二 | 馬飼野康二   | DR-3025  |
| 4 | 1976年 8月     | A面   | 何をためらう若い日に | 吉田健美   | 杉本真人   | 高田弘       | DR-6035  |
| 4 | 1976年 8月     | B面   | ほゝえみの約束       | 安井かずみ | 馬飼野康二 | 馬飼野康二   | DR-6035  |
| 5 | 1976年 12月    | A面   | 若さの憲章           | 佐藤美重子 | 馬飼野康二 | 馬飼野康二   | DR-6065  |
| 5 | 1976年 12月    | B面   | 危険な遊び           | 中里綴     | 馬飼野康二 | 馬飼野康二   | DR-6065  |
| 6 | 1977年 4月21日 | A面   | 風のうわさ           | 橋本淳     | 筒美京平   | 高田弘       | DR-6104  |
| 6 | 1977年 4月21日 | B面   | 君住む町へ           | 橋本淳     | 鈴木邦彦   | 高田弘       | DR-6104  |
| 7 | 1977年 11月    | A面   | さすらいのジョニー   | 石坂まさを | 杉本真人   | 石田かつのり | DR-6156  |
| 7 | 1977年 11月    | B面   | ハイウェイ           | 吉田健美   | 杉本真人   | 高田弘       | DR-6156  |
| 8 | 1978年 5月21日 | A面   | 西暦2001年           | 松本隆     | 馬飼野康二 | 馬飼野康二   | DR-6196  |
| 8 | 1978年 5月21日 | B面   | 哀愁のシアター       | 松本隆     | 馬飼野康二 | 馬飼野康二   | DR-6196  |